# Дубельт (дворянский род)
Дубельт (нем. von Dubelt) — дворянский род.
Известен в Лифляндии с начала XVIII в. Иван Дубельт в середине XVIII в. поступил на русскую службу. Его сыновья Василий Иванович Дубельт и Михаил Иванович Дубельт участвовали в русско-турецкой (1787—1791) и русско-шведской (1788—1790) войнах. Супруга Василия Ивановича Дубельт (в первом браке — Шперберг), по семейному преданию, принадлежала к испанскому королевскому дому Медина-Челли, а фактически была лифляндской дворянкой.
- Из сыновей Василия Ивановича наиболее известен Леонтий Васильевич (1792—1862) — генерал от кавалерии (1856), начальник штаба Отдельного корпуса жандармов, в 1839—1856 управляющий Третьим отделением собственной Его Императорского Величества канцелярии. Его сыновья:
  - Михаил Леонтьевич (8 февраля 1822, Киев — 6 апреля 1900, С.-Петербург), генерал-лейтенант (1897), окончил Пажеский корпус (1840), служил в Кавалергардском Е. И. В. полку, в 1851—1854 состоял для особых поручений при военном министре, в 1862—1886 в отставке, в 1887—1890 комендант Александропольской крепости, с 1897 в отставке; был женат на дочери А. С. Пушкина Наталье (во втором браке — графиня Меренберг);
  - Николай Леонтьевич (24 октября 1819, Киев — 14 ноября 1874, С.-Петербург), генерал-лейтенант (1864), окончил Пажеский корпус (1837), служил в Кавалергардском Е. И. В. полку, с 1844 флигель-адъютант, старший адъютант Управления делами Императорской Главной квартиры и Собственного Е. И. В. конвоя, с 1852 командир Белорусского гусарского полка, с 1856 в Свите Е. И. В., с 1857 командир лейб-гвардии Драгунского полка, в 1864—1868 командир 2-й гвардейской кавалерийской дивизии, с 1869 в отставке.
- Брат Леонтия Васильевича — Пётр Васильевич Дубельт (1794, Могилёв — ?), окончил Горный кадетский корпус (?10), начал службу в лейб-гвардии Уланском полку, участник Отечественной войны 1812, в 1822—1826 адъютант генерала Н. Н. Раевского, в 1832—1835 командир Гусарского принца Оранского полка, в 1846-49 командир 1-й легкой кавалерийской дивизии. Дубельт (урожд. Замайская) Александра Константиновна, жена Петра Васильевича Дубельта.
- Двоюродный брат Леонтия Васильевича — Иван Михайлович Дубельт (1805, Рига — ?), окончил Рижскую гимназию (1822), служил в Эстляндском егерском полку, с 1845 — в Штабе корпуса жандармов, с 1847 начальник Орловской жандармской команды, в 1862—1866 состоял при виленском генерал-губернаторе, участвовал в подавлении Польского восстания 1863-64.
  - Один из его сыновей — Евгений Иванович Дубельт, служивший с 1886 по 1897 годы офицером-воспитателем Тифлисского кадетского корпуса[1], в 1888 году издал биографический очерк о Л. В. Дубельте и его письма в историческом журнале «Русская старина»[2].

Потомки Леонтия Васильевича Дубельта внесены в Лифляндские матрикулы (1842), потомки Петра Васильевича Дубельт — в дворянские родословные книги Новгородской губернии.

## Описание герба
В лазоревом поле, золотой бегущий олень, перед тремя натурального цвета ёлками.
Щит увенчан дворянскими шлемом и короною. Нашлемник: три серебряных страусовых пера. Намет: лазоревый с золотом. Герб Дубельта внесен в Часть 11 Общего гербовника дворянских родов Всероссийской империи, стр. 76.